# Prosena surda
Prosena surda là một loài ruồi trong họ Tachinidae.